# Holy Cross Westgate Without
Holy Cross Westgate Without var en civil parish fram till 1894 och 1894 till 1912 då den blev en del av Canterbury, i grevskapet Kent, i England. Civil parish hade 712 invånare år 1911.